# Петрова, Мария Григорьевна
Петрова Мария Григорьевна (1906, Санкт-Петербург — 24 января 1992, Санкт-Петербург) — народная артистка РСФСР (1978), актриса, режиссёр и диктор ленинградского радио. Обладательница редкого по тембру и выразительности голоса.

## Биография
Родилась в 1906 году в Санкт-Петербурге в многодетной семье. В 1924 году поступила в ленинградский Театральный институт в мастерскую Л. С. Вивьена. После окончания учёбы недолго работала в ленинградском Агитационном театре, Театре Юного зрителя и начала сотрудничать с Ленинградским радио, участвуя в детских передачах. 
С 1 апреля 1934 года Мария Петрова работала диктором Ленинградского радио, а позже режиссером редакции вещания для детей высшей категории на радио непрерывно 55 лет. За эти годы ею были прочитаны десятки тысяч страниц литературных произведений и сыграны сотни ролей в радиоспектаклях. Уволилась 1 апреля 1989 года.
Когда началась Великая Отечественная война, актриса осталась в Ленинграде и продолжала работать на радио, где читала сводки Совинформбюро, письма с фронта, стихи, народные сказки, произведения русских писателей, была политруком Дома радио. 
В годы войны и блокады Ленинграда работала в труппе Ленинградского блокадного городского театра, который размещался в здании Театра комедии (ныне – Санкт-Петербургский государственный академический драматический театр им. В.Ф. Комиссаржевской). В Городском блокадном театре актриса сыграла около ста спектаклей.
Вела школьный театральный кружок, который посещала Вера Карпова.

Как считает композитор Сергей Баневич,
«Мария Григорьевна Петрова — это целая эпоха в жизни города. Её голос, интонации были как бы позывными Ленинграда. Взрослые и дети включали радио на полную громкость и семьями, все вместе, слушали, как она читала. Уверен, что её артистизм, сила воздействия на слушателя в сочетании с безграничным авторитетом, завоеванным ещё в годы войны и блокады Ленинграда, повлияли на целые поколения наших граждан. Я и мои сверстники буквально выросли на передачах с Марией Григорьевной, мы, узнали и полюбили её героев, и взрослели, убеждённые в том, что правда, мужество, доброта — не только в книжках, а в самой жизни, — и становились чуть лучше».
В 1959 году Мария Петрова была удостоена звания заслуженной артистки РСФСР, в 1978 — народной артистки РСФСР. 
Награждена орденом Трудового Красного Знамени и медалью «За оборону Ленинграда», которую ей вручили одной из первых в июне 1943 года.
Скончалась 24 января 1992 года. Похоронена на Богословском кладбище Санкт-Петербурга рядом с мужем Я. Николаевым.

## Семья
Отец — Григорий Дмитриевич Петров, рабочий Путиловского (ныне Кировского) завода.
Мать — Мария Лонгиновна Петрова (ум. 1919)
Старший брат погиб в советско-финляндскую войну, младший брат - погиб при прорыве блокады Ленинграда, старшая сестра пропала без вести в фашистской оккупации.
Первый муж (в разводе) умер в блокаду.
- Дочь — Лариса (род. 1934), кандидат физических наук.
  - Трое внуков.

Второй муж (с мая 1943 по 1978) — Ярослав Сергеевич Николаев (1899—1978), советский живописец, Заслуженный деятель искусств РСФСР, Народный художник РСФСР, член Ленинградского Союза художников.